# Akiba-kei
Akiba-kei (jap. 秋葉系 lub アキバ系 dosł. „styl Akihabary”) lub też Akiba-chan – japońskie slangowe określenie, podobne do otaku.
Akiba-kei oznacza dosłownie „Styl Akihabary”, odnosząc się do dzielnicy w Tokio złożonej głównie ze sklepów sprzedających elektronikę, mangę, produkty związanie z anime i inne rzeczy pokrewne subkulturze otaku.
Zazwyczaj takim mianem odnosi się do ludzi w wieku 20–30 lat, którzy żyją w Tokio i swój wolny czas spędzają w dzielnicy Akihabara. Ich zainteresowania są zwykle skupione na idolach, erotycznych grach komputerowych, lalkach i mangach. Jednakże odnosi się również do młodych ludzi, którzy wyglądają jak geek (otaku), nawet jeśli on lub ona nie byli w Akihabarze lub w innym „miejscu dla geeków”.
Słowo to może być używane przez samych Akiba-kei albo przez ich przyjaciół, neutralnie wśród samych Akiba-kei, albo negatywnie, podobnie do angielskiego geek.
Określenie stało się częścią japońskiej kultury dzięki Densha otoko, filmowi z 2005 roku i dalszym serialom telewizyjnym.

## Akiba w popkulturze
„Akiba” jest pseudonimem eksperta w drużynie „New Foxhound”, Johnny'ego Sasaki, z gry na Playstation 3, Metal Gear Solid 4.